# Toxomerus mutuus
Toxomerus mutuus är en tvåvingeart som först beskrevs av Thomas Say 1829.  Toxomerus mutuus ingår i släktet Toxomerus och familjen blomflugor. Inga underarter finns listade i Catalogue of Life.